# Dentilabus variegatus
Dentilabus variegatus là một loài tò vò trong họ Ichneumonidae.